# Три прасета
Три прасета (енг. The Three Little Pigs) је популарна басна из Енглеске чији протагонисти су три прасета која за непријатеља имају вука који би да их поједе. Прва издања приче воде порекло из 18. века, али верује се да је прича много старија. У најранијим верзијама, ликови су били три виле и лисица, док је много познатију верзију са три прасета и вуком забележио Џозеф Џејкобс 1890. године. По Арне-Томсон-Утер индексу (АТУ индексу), прича је класификована под бројем 124.
Задржала је своју популарност и постала је једна од најпрепознатљивијих басни захваљујући цртаном филму из 1933, који је урадио Волт Дизни.

## Радња
Мајка свиња послала је својих три прасета у свет да живе сами.
Прво прасе је направило кућу од сламе, али је вук само дунуо у њу и кућа се распала. Вук је појео прво прасе.
Друго прасе је направило кућу од гранчица, али је вук опет дунуо у њу, и прасе је искусило исту судбину као и његов брат.
Треће прасе је марљиво радило и направио кућу од цигли. Вук је дувао и дувао, али није могао срушити кућу. Покушао је да превари прасе и ушао је кроз димњак, али прасе, чувши га, заложи ватру и пристави котао пун кипуће воде. Вук, не слутећи шта га чека, упада у котао и скува се у кипућој води.
Међутим, током година ова прича је више пута мењана и омекшавана, тако да у данашњој верзији нико не бива поједен ни скуван. Прва два прасета беже код трећег брата где се удружују против вука, а вук на крају остаје жив, али подучен вредном лекцијом, као и прва два прасета који су научили да се лењост не исплати.

### Дизнијев цртани
Данас, најпопуларнија верзија је баш она коју је продуцирао Волт Дизни. Издат 27. маја, 1933, постигао је велики успех и освојио Оскара за најбољи кратки анимирани филм.